# Bonäs gård, Järfälla kommun
Bonäs gård var en gård på en utskjutande udde vid Görvälnfjärden i södra Kallhäll i Järfälla kommun, Stockholms län. Bonäs var känt från 1500-talet och förlänades 1633 till Göran Göransson Gyllenstierna den äldre på Almare-Stäkets gård, som då var en sätesgård på Stäksön i nuvarande Upplands-Bro kommun, mellan Stäket och Kungsängen. Göran Göransson Gyllenstierna den äldre var amiral och landshövding i Uppsala län. 
Där Bonäs gård tidigare låg lät bankdirektör Frans Hallberg uppföra sin sommarvilla. Fram till 1906 stod sålunda de gamla byggnaderna kvar och det var då som området styckades upp i villatomter och såldes till bankdirektör Frans Hallberg för 16.733 kronor och 53 öre, en något märklig ojämn summa.

## Tre stora villor på Bonäs område
På Bonäs område finns tre stora villor. De bevarade villorna vid Bonäs och Trappeberg har vissa gemensamma drag, trots en individualistisk utformning. Villastilen är en blandning av nationalromantik och jugendstil.
- Bonäsvillan, som är beläget vid Bonäs brygga 1-3.
- En större villa på Bonäsvägen 38, Trappeberg.
- En välbevarad villa på Bonäsvägen 27, Trappeberg.

### Bonäsvillan vid Bonäs brygga 1-3
Bonäsvillan, som är beläget vid Bonäs brygga 1-3. Villan vid Bonäs brygga omfattas av detaljplan för dubbelspåret, D971218, och har skyddsbestämmelsen Q. Ett versalt Q är en bestämmelse om hur en byggnad eller ett område får användas och innebär att användningen ska vara anpassad till byggnadens kulturvärden. För att ersätta de båda uthus som revs i samband med dubbelspårets dragning (Trappebergstunneln) har en byggrätt för ett större uthus tillkommit, i övrigt finns ingen byggrätt kvar närmast huvudbyggnaden. Bankdirektör Frans Hallbergs villa på Bonäs är uppförd i trä i tidstypisk utformning. Arkitekten har gestaltat huset som en byggnad i en våning med inredd vind. Fasaderna är i liggande rödfärgad träpanel och fönsteromfattningarna och övriga snickerier är vita. I takfallet finns både takkupor och små fönster. Sadeltaket är högt och brant och täckt med lertegel. Bonäs brygga ägs av Järfälla kommun, som1967 köpte in Bonäs gamla gårdstomt och idag hyrs fastigheten ut som privatbostad och konstnärsateljé.
Fastigheten avsöndrades från Almare-Stäkets gård. Området vid Bonäs började styckas för villabebyggelse år 1906 och samtidigt kom Stäkets villasamhälle till. Vid Bonäs brygga 1-3, på den utskjutande udden vid Görvälnsfjärden, på platsen för den gamla Bonäs gård, uppförde bankdirektör Frans Hallberg omkring år 1907 den stora villan, "Bonäsvillan". Villans arkitekt var Gustaf Hermansson. Denne arkitekt hade även ritat Sofia kyrka och Oscars kyrka, båda i Stockholm. I samband med att Frans Hallberg uppförde den stora villan på Bonäs gård revs de gamla gårdsbyggnaderna. Ungefär samtidigt bebyggdes Trappeberg, men villan på Bonäsvägen 27 uppfördes något senare.
Den arkitektritade sommarvillan hade på bottenvåningen förutom veranda och glasveranda en stor nedre hall kring vilken grupperade sig herrum, barnkammare, sängkammare, matsal med serveringsgång, jungfrukammare och kök, alla rum var generöst tilltagna. I övervåningen runt den övre hallen fanns tre stora vindskammare och dessutom ett badrum. I huset var det knappast tal om något primitivt sommarstugeliv.

### Bonäsvägen 38, Trappeberg
En större villa på Bonäsvägen 38, Trappeberg. Villan omfattas av stadsplan, S820720, och är försedd med skyddsbestämmelsen q. Det gemena q i kombination med index betecknar att byggnaden är särskilt kulturhistoriskt värdefull och inte får förvanskas. Byggnaden är privatägd.

### Bonäsvägen 27, Trappeberg
En välbevarad villa på Bonäsvägen 27, Trappeberg. Villan omfattas av detaljplan för dubbelspåret, D971218, och har ingen kulturmärkning och saknar således skydd, men stor hänsyn till de kulturhistoriska värdena bör tas vid eventuella ombyggnader. Villan är en våning hög med inredd vind. Husfasaderna är gulmålad träpanel med snickerier och fönsteromfattningar i vitt. Entrén vid gaveln ut mot Bonäsvägen är klassicistiskt utformad i form av två kolonner som bär upp frontonen. Byggnaden är privatägd.

## Trappebergs gård
Gårdarna Bonäs och Trappeberg finns skriftligt belagda från och med 1500-talet. Dessa båda gårdar kom senare att sambrukas med Almare-Stäkets gård. Bonäs gård utnyttjades under en period på 1800-talet som bostad för statare. Samtidigt som Stäkets villasamhälle grundades började området att styckas i större tomter avsedda för villabebyggelse.

## Historik Bonäs gård

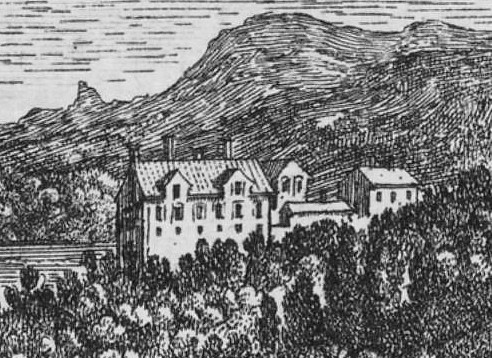
Göran Göransson Gyllenstierna den äldre, amiral och landshövding i Uppsala län, var ägare till godset Almare-Stäket på 1640-talet. Detalj ur Suecia Antiqua et Hodierna på 1670-talet, gravör Adam Perelle (1640-1695).

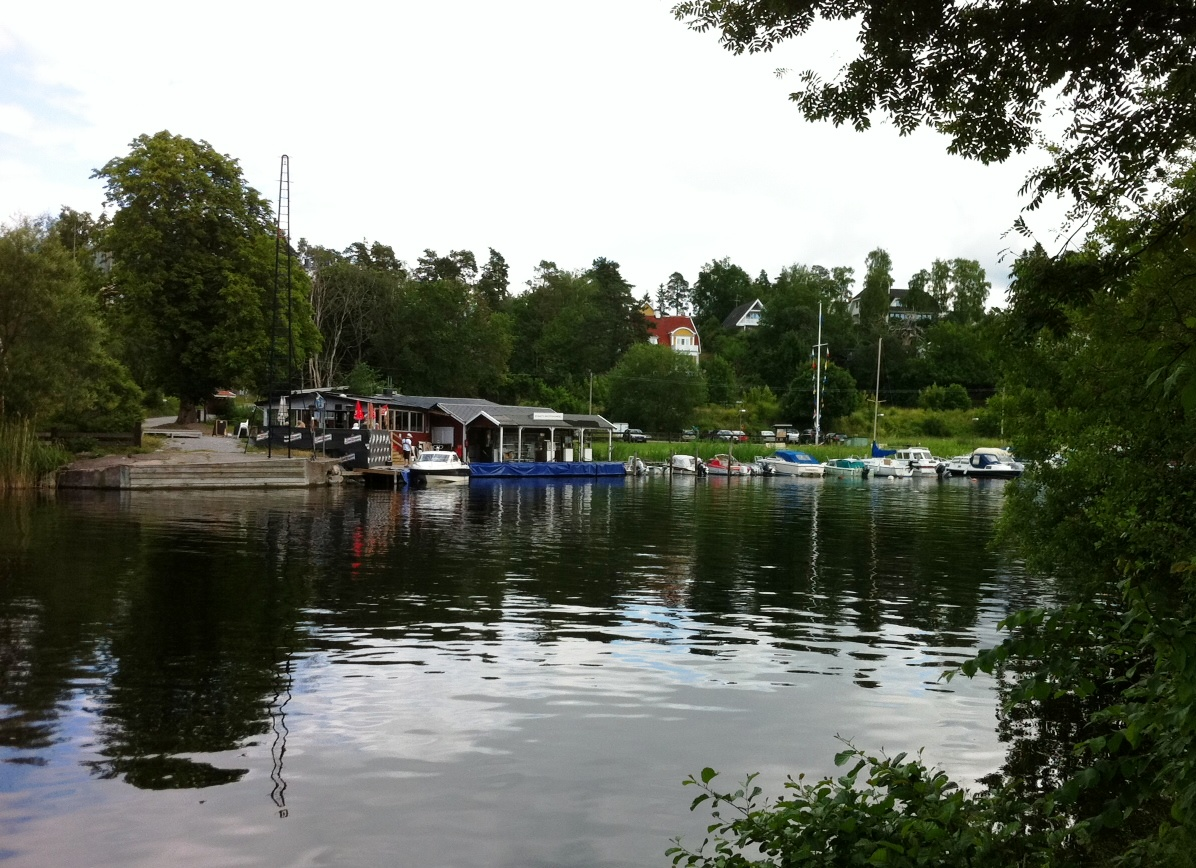
Vy över Stäksundet mot Stäket.

Första gången namnet Bonäs nämns i jordeböckerna är år 1589 under rubriken Kyrkotorpare. Då bodde Jöns på Bonäs. Amiralen och landshövdingen i Uppsala län, Göran Göransson Gyllenstierna den äldre (1601-1646) erhöll 1633 tillsammans med flera andra hemman i trakten i förläning, tills vidare. Då ägde Gyllenstierna redan Almare-Stäkets gård och nu kom även Bonäs att lyda under denna fram till 1900-talets början. Göran Gyllenstierna avled på Almare-Stäkets gård 1646 och är gravsatt i Riddarholmskyrkan. Godset Almare-Stäket stannade i hans släkt till 1683 då den återgick till kronan och indelades på kavalleriet.
Från 1720 till ungefär 1840 brukades Bonäs gård av samma släkt i fyra generationer och detta på kvinnolinjen hela tiden. Bonäs blev bostad för statfolk sedan jordbruket i mitten av 1800-talet lagts under Almare-Stäkets gård. Bonäs gårds byggnader stod kvar fram till 1906 då ägaren, bankdirektör Frans Hallberg, lät uppföra en villa på platsen. Resten av Bonäs ägor hade redan styckats till villatomter.
I Stäket finns en väg som heter Gyllenstiernas väg, uppkallad efter Göran Göransson Gyllenstierna den äldre. Villorna vid Gyllenstiernas väg i Stäkets villasamhälle är bland de första som byggdes i området. Det fashionabla villasamhälle som planerades visar att villorna var stora och arkitektritade och att natur- och trädgårdstomterna var väl tilltagna.